# Tầng Carnia
| Hệ/ Kỷ                                | Thống/ Thế | Bậc / Kỳ    | Tuổi (Ma) | Tuổi (Ma) |
| ------------------------------------- | ---------- | ----------- | --------- | --------- |
| Jura                                  | Dưới/Sớm   | Hettange    | trẻ hơn   | trẻ hơn   |
| Trias                                 | Trên/Muộn  | Rhaetia     | 201.3     | ~208.5    |
| Trias                                 | Trên/Muộn  | Noria       | ~208.5    | ~227      |
| Trias                                 | Trên/Muộn  | Carnia      | ~227      | ~237      |
| Trias                                 | Giữa       | Ladinia     | ~237      | ~242      |
| Trias                                 | Giữa       | Anisia      | ~242      | 247.2     |
| Trias                                 | Dưới/Sớm   | Olenek      | 247.2     | 251.2     |
| Trias                                 | Dưới/Sớm   | Indu        | 251.2     | 251.902   |
| Permi                                 | Lạc Bình   | Trường Hưng | già hơn   | già hơn   |
| Phân chia Kỷ Trias theo ICS năm 2020. |            |             |           |           |

Tầng Carnia, đôi khi dùng Karnia, trong niên đại địa chất là kì sớm nhất của thế Trias muộn, và trong phân vị địa tầng thì nó là bậc dưới cùng của thống Trias trên. Nó kéo dài từ khoảng 237 tới 227 Ma (Ma: Megaannum, triệu năm trước)
Kỳ Carnia đứng trước kỳ Ladini và sau đó là kỳ Nori. Ranh giới của nó không được đặc trưng bởi các cuộc đại tuyệt chủng lớn hoặc sự đảo lộn sinh vật, mà là một sự kiện khí hậu, được gọi là Sự kiện hỗn hợp Carnia (Carnian Pluvial Event), xảy ra trong kỳ Carnia và dường như có liên quan đến các cuộc tuyệt chủng quan trọng hoặc các bức xạ sinh vật (biotic radiation ?).

## Sinh giới

#### Chondrichthyans
| Taxa           | Hiện diện | Vị trí          | Mô tả                  | Hình ảnh |
| -------------- | --------- | --------------- | ---------------------- | -------- |
| - Mooreodontus | Trias     | Anh, Đức, Ấn Độ | xenacanth elasmobranch |          |

#### Actinopterygians
| Taxa             | Hiện diện                 | Vị trí                      | Mô tả                             | Hình ảnh |
| ---------------- | ------------------------- | --------------------------- | --------------------------------- | -------- |
| - Birgeria       | Trias                     | Trung Quốc, Slovenia, Italy | non-neopterygian                  |          |
| - Dipteronotus   | Kỳ Anisia đến Carnia      | Anh, Morocco                | perleidiform                      |          |
| - Dictyopyge     | Trias muộn                | Hoa Kỳ                      | redfieldiiform non-neopterygian   |          |
| - Hemicalypterus | Trias muộn                | Hoa Kỳ                      | teleosteomorph (vây tia hiện đại) |          |
| - Legnonotus     | Trias muộn                | Thụy Sỹ                     | neopterygian                      |          |
| - Prohalecites   | Trias giữa đến Trias muộn | Áo                          | teleosteomorph (vây tia hiện đại) |          |
| - Ptycholepis    | Trias giữa đến Jura sớm   | Italy                       | non-neopterygian                  |          |
| - Saurichthys    | Trias                     | Trung Quốc, Italy           | non-neopterygian                  |          |
| - Semionotus     | Trias muộn                | Đức                         | neopterygian                      |          |
| - Thoracopterus  | Trias giữa đến Trias muộn | Áo, Italy                   | Cá lượn sớm nhất                  |          |

#### Coelacanths
| Taxa              | Hiện diện               | Vị trí | Mô tả                | Hình ảnh |
| ----------------- | ----------------------- | ------ | -------------------- | -------- |
| - Chinlea         | Trias muộn              | Hoa Kỳ | mawsoniid coelacanth |          |
| - Diplurus        | Trias muộn đến Jurassic | Hoa Kỳ | mawsoniid coelacanth |          |
| - Graphiurichthys | Trias giữa              | Áo     | coelacanth           |          |

#### Temnospondyls
| Taxa | Hiện diện         | Vị trí | Mô tả | Hình ảnh |
| --- | ----------------- | --- | ----- | -------- |
| - Arganasaurus |                   | Argana Basin, High Atlas, Morocco |       |          |
| - Cyclotosaurus - Cyclotosaurus ebrachensis - Cyclotosaurus buechneri s - Cyclotosaurus robustus - Cyclotosaurus intermedius |                   | - C. ebrachensis: Thành hệ Schilfsandstein, Baden-Württemberg, Đức - C. buechneri: Thành hệ Stuttgart, Westphalia, Đức - C. robustus: Thành hệ Blasensandstein, Bavaria, Đức - C. intermedius: Krasiejów, Ba Lan |       |          |
| - Compsocerops | Carnia - Kỳ Noria | Southern Brazil |       |          |
| - Deltasaurus |                   | Australia |       |          |
| - Dutuitosaurus |                   | Argana Basin, High Atlas, Morocco |       |          |
| - Koskinonodon |                   | Tất cả ở Hoa Kỳ và Ấn Độ |       |          |
| - Metoposaurus |                   | Châu Âu và Bắc Mỹ |       |          |
| - Pelorocephalus |                   | Tây bắc Argentina |       |          |

#### †Chroniosuchians
| Taxa             | Hiện diện  | Vị trí                       | Mô tả         | Hình ảnh |
| ---------------- | ---------- | ---------------------------- | ------------- | -------- |
| - Madygenerpeton | Trias muộn | Thành hệ Madygen, Kyrgyzstan | stem tetrapod |          |

#### †Procolophonomorphs
| Taxa           | Hiện diện  | Vị trí   | Mô tả                             | Hình ảnh |
| -------------- | ---------- | -------- | --------------------------------- | -------- |
| - Leptopleuron | Trias muộn | Scotland | Chi của lizard-shaped parareptile |          |

#### †Sauropterygia

##### †Pachypleurosaurs
| Taxa            | Hiện diện  | Vị trí     | Mô tả          | Hình ảnh |
| --------------- | ---------- | ---------- | -------------- | -------- |
| - Keichousaurus | Trias giữa | Trung Quốc | sauropterygian |          |

##### †Pistosaurs
| Taxa           | Hiện diện  | Vị trí     | Mô tả          | Hình ảnh |
| -------------- | ---------- | ---------- | -------------- | -------- |
| - Bobosaurus   | Trias giữa | Italy      | sauropterygian |          |
| - Yunguisaurus | Trias muộn | Trung Quốc | sauropterygian |          |

##### †Placodonts
| Taxa           | Hiện diện  | Vị trí      | Mô tả | Hình ảnh |
| -------------- | ---------- | ----------- | ----- | -------- |
| - Henodus      | Carnia sớm |             |       |          |
| - Parahenodus  | Trias muộn | Tây Ban Nha |       |          |
| - Psephochelys | Trias muộn | Trung Quốc  |       |          |
| - Sinocyamodus | Tuvalian   | Trung Quốc  |       |          |

#### †Thalattosaurs
| Taxa             | Hiện diện                 | Vị trí                               | Mô tả                                            | Hình ảnh |
| ---------------- | ------------------------- | ------------------------------------ | ------------------------------------------------ | -------- |
| - Anshunsaurus   | Trias giữa đến Trias muộn | Trung Quốc                           |                                                  |          |
| - Concavispina   | Trias muộn                | Trung Quốc                           |                                                  |          |
| - Miodentosaurus | Trias muộn                | Thành hệ Falang, Guizhou, Trung Quốc | thalattosaurian tương đối lớn, hơn 4 mét (13 ft) |          |
| - Nectosaurus    | Trias muộn                | Hoa Kỳ                               |                                                  |          |
| - Thalattosaurus | Trias giữa đến Trias muộn | Hoa Kỳ                               |                                                  |          |
| - Xinpusaurus    | Trias giữa đến Trias muộn | Trung Quốc                           |                                                  |          |

#### †Ichthyosaurs
| Taxa              | Hiện diện | Vị trí | Mô tả                | Hình ảnh |
| ----------------- | --------- | ------ | -------------------- | -------- |
| - Californosaurus |           |        |                      |          |
| - Cymbospondylus  |           |        | elongate ichthyosaur |          |
| - Shastasaurus    |           |        | ichthyosaur lớn      |          |
| - Shonisaurus     |           |        | ichthyosaur lớn      |          |

#### †Archosauromorphs and Archosauriformes (non-archosaurian)
| Taxa | Hiện diện                    | Vị trí | Mô tả | Hình ảnh |
| --- | ---------------------------- | --- | --- | -------- |
| - Doswellia |                              | Thành hệ Doswell, Virginia                                                                                    | Doswellia was a low and heavily built carnivore. |          |
| - Chanaresuchus | Trias giữa đến Trias muộn    | Thành hệ Chañares, Argentina                                                                                  | Chi của modest sized proterochampsid. |          |
| - Gualosuchus | Trias giữa đến Trias muộn    | Thành hệ Chañares, Argentina                                                                                  | Chi của proterochampsid archosauriform. |          |
| - Hyperodapedon - Hyperodapedon gordoni - Hyperodapedon huxleyi - Hyperodapedon tikiensis - Hyperodapedon huenei - Hyperodapedon mariensis - Hyperodapedon sanjuanensis |                              | Châu Âu: - H. gordoni Ấn Độ: - H. huxleyi - H. tikiensis Nam Mỹ: - H. huenei - H. mariensis - H. sanjuanensis | Một trong những chi có nguồn gốc nhiều nhất của Rhynchosauria, và phổ biến và đa dạng nhất với ít nhất sáu loài đã được xác minh từ Châu Âu, Châu Á và Nam Mỹ và có nhiều loài hơn từ Châu Phi và Bắc Mỹ. |          |
| - Isalorhynchus genovefae |                              | Thành hệ Makay, Madagascar                                                                                    | có nguồn gốc rhynchosaur và họ hàng rất gần của Hyperodapedon, có thể là một loài trong chi đó. |          |
| - Otischalkia | Carnia muộn                  | Lower Dockum Group, Texas                                                                                     | Chi của (có thể) hyperodapedontind rhynchosaurs. |          |
| - Longisquama | Trias giữa đến Trias muộn    | Thành hệ Madygen, Kyrgyzstan                                                                                  | Archosauromorph với các phần phụ bổ sung kéo dài |          |
| - Ozimek | Carnia muộn                  | Krasiejów quarry, Ba Lan                                                                                      | Chi của loài bò sát lượn có liên quan chặt chẽ với Sharovipteryx . Một phân tích phát sinh loài gần đây kết hợp Ozimek cho thấy nó là một thành viên của họ Tanystropheidae, là họ hàng gần của Langobardisaurus và Tanytrachelos . Điều này có thể gợi ý rằng cả Ozimek và Sharovipteryx đều là thành viên của nhóm. |          |
| - Proterochampsa |                              | Thành hệ Santa Maria, Argentina                                                                               | Chi của proterochampsid. |          |
| - Pseudochampsa | 229 Ma                       | Thành hệ Ischigualasto, Argentina                                                                             | Chi của proterochampsid ban đầu được coi là một loài Chanaresuchus. |          |
| - Raibliania |                              | Thành hệ Calcare del Predil, Italy                                                                            | tanystropheid. |          |
| - Rhadinosuchus | Carnia muộn — Noria sớm nhất | Thành hệ Santa Maria, Argentina                                                                               | Chi của proterochampsid. |          |
| - Tanystropheus |                              | | tanystropheid. |          |
| - Tanytrachelos |                              | Solite Quarry. Cascade, Virginia                                                                              | tanystropheid. |          |
| - Trilophosaurus |                              | | herbivorous giống thằn lằn allokotosaur dài tới 2,5 m |          |
| - Tropidosuchus | Trias giữa đến Trias muộn    | Thành hệ Chañares, Argentina                                                                                  | Chi của proterochampsid archosauriform. |          |
| - Zanclodon |                              | Tất cả ở Châu Âu                                                                                              | Zanclodon là tên được sử dụng chính thức cho vật liệu hóa thạch có thể thực sự thuộc về ít nhất hai chi khủng long từ kỷ Trias muộn trong số các chi khác. |          |

##### Archosaurs

###### †Pseudosuchians (non-crocodylomorphan, non-aetosaurian)
| Taxa            | Hiện diện | Vị trí | Mô tả | Hình ảnh |
| --------------- | --------- | ------ | ----- | -------- |
| - Gracilisuchus |           |        |       |          |
| - Luperosuchus  |           |        |       |          |
| - Ornithosuchus |           |        |       |          |
| - Paleorhinus   |           |        |       |          |
| - Polonosuchus  |           |        |       |          |
| - Postosuchus   |           |        |       |          |
| - Rauisuchus    |           |        |       |          |
| - Rutiodon      |           |        |       |          |
| - Saurosuchus   |           |        |       |          |

###### †Aetosaurs
| Taxa                | Hiện diện | Vị trí | Mô tả | Hình ảnh |
| ------------------- | --------- | ------ | ----- | -------- |
| - Adamanasuchus     |           |        |       |          |
| - Aetobarbakinoides |           |        |       |          |
| - Aetosauroides     |           |        |       |          |
| - Coahomasuchus     |           |        |       |          |
| - Desmatosuchus     |           |        |       |          |
| - Gorgetosuchus     |           |        |       |          |
| - Longosuchus       |           |        |       |          |
| - Polesinesuchus    |           |        |       |          |
| - Rioarribasuchus   |           |        |       |          |
| - Scutarx           |           |        |       |          |
| - Sierritasuchus    |           |        |       |          |
| - Stagonolepis      |           |        |       |          |
| - Tecovasuchus      |           |        |       |          |

###### Crocodylomorphs
| Taxa             | Hiện diện                  | Vị trí | Mô tả | Hình ảnh |
| ---------------- | -------------------------- | ------ | ----- | -------- |
| - Carnufex       |                            |        |       |          |
| - Dromicosuchus  | Carnia muộn hoặc Noria sớm |        |       |          |
| - Hesperosuchus  |                            |        |       |          |
| - Parrishia      |                            |        |       |          |
| - Revueltosaurus |                            |        |       |          |
| - Trialestes     |                            |        |       |          |

###### Avemetatarsalians (non-dinosaurian)
| Taxa            | Hiện diện         | Vị trí                                          | Mô tả | Hình ảnh |
| --------------- | ----------------- | ----------------------------------------------- | --- | -------- |
| - Diodorus      | Carnia - Kỳ Noria | Thành hệ Timezgadiouine, Argana Basin, Morocco  | silesaurid dinosauriform |          |
| - Ignotosaurus  |                   | Thành hệ Ischigualasto, Argentina               | silesaurid dinosauriform. |          |
| - Ixalerpeton   |                   | Thành hệ Santa Maria, Rio Grande do Sul, Brazil | lagerpetid dinosauromorph. |          |
| - Lagerpeton    | Ladinian - Carnia | Thành hệ Chañares, La Rioja Province, Argentina | lagerpetid dinosauromorph. |          |
| - Lagosuchus    | Ladinian - Carnia | Thành hệ Chañares, La Rioja Province, Argentina | basal dinosauromorph. |          |
| - Marasuchus    | Ladinian - Carnia | Thành hệ Chañares, La Rioja Province, Argentina | basal dinosauriform. |          |
| - Pisanosaurus  |                   | Thành hệ Ischigualasto, San Juan, Argentina     | động vật ăn cỏ nhỏ dài 1 mét (39 in) và cao 30 xentimét (12 in). Được coi là ornithischian lâu đời nhất được biết đến, hoặc silesaurid |          |
| - Saltopus      | Carnia - Kỳ Noria | Thành hệ Lossiemouth Sandstone, Scotland        | dinosauriform nhỏ |          |
| - Sacisaurus    |                   | Agudo, Rio Grande do Sul, Brazil                | silesaurid dinosauriform. |          |
| - Scleromochlus |                   | Lossiemouth Sandstone, Scotland                 | Có thể là một động vật cổ chân cơ bản. Tình trạng phân loại của nó bị tranh cãi nặng nề.                                               |          |
| - Silesaurus    |                   | Silesia, Ba Lan                                 | silesaurid dinosauriform, measuring over 2 meters long.                                                                                |          |

#### Lepidosaurs
| Taxa             | Hiện diện  | Vị trí   | Mô tả              | Hình ảnh |
| ---------------- | ---------- | -------- | ------------------ | -------- |
| - Brachyrhinodon | Trias muộn | Scotland | a rhynchocephalian |          |

#### †Therapsids (non-mammalian)
| Taxa          | Hiện diện | Vị trí                                               | Mô tả | Hình ảnh |
| ------------- | --------- | ---------------------------------------------------- | ----- | -------- |
| - Exaeretodon |           | Thành hệ Ischigualasto, Argentina Paleorrota, Brazil |       |          |
| - Placerias   |           | Thành hệ Chinle, Arizona, Hoa Kỳ                     |       |          |

##### Mammalia
| Taxa            | Hiện diện | Vị trí                                            | Mô tả, thảo luận | Hình ảnh |
| --------------- | --------- | ------------------------------------------------- | --- | -------- |
| - Adelobasileus |           | Thành hệ Tecovas, Palo Duro Canyon, Texas, Hoa Kỳ | Một số coi Adelobasileus là một loài động vật có vú, trong khi những người khác giới hạn Mammalia trong nhóm chỏm cây thì không bao gồm chi này. Trong mọi trường hợp, Adelobasileus được cho là tổ tiên chung của tất cả các loài động vật có vú hiện đại hoặc là họ hàng gần của tổ tiên đó. |          |